# ایلز برودرز
ایلز برودرز (انگلیسی: Ilse Broeders؛ زادهٔ ۴ ژوئیهٔ ۱۹۷۷) اهل پادشاهی هلند است.